# Chlorotettix sycophantus
Chlorotettix sycophantus är en insektsart som beskrevs av Rauno E. Linnavuori 1955. Chlorotettix sycophantus ingår i släktet Chlorotettix och familjen dvärgstritar. Inga underarter finns listade i Catalogue of Life.